# Meniscomorpha alhambra
Meniscomorpha alhambra är en stekelart som beskrevs av Ugalde och Ian D. Gauld 2002. Meniscomorpha alhambra ingår i släktet Meniscomorpha och familjen brokparasitsteklar. Inga underarter finns listade i Catalogue of Life.